# Open de Bulgarie de snooker 2014
L'Open de Bulgarie 2014 est un tournoi de snooker classé mineur, qui s'est déroulé du 1er au 5 octobre 2014 à la Universiada Hall à Sofia en Bulgarie. Il est sponsorisé par la société de paris Efbet.com. 

## Déroulement
Il s'agit de la quatrième épreuve du championnat européen des joueurs, une série de tournois disputés en Europe (6 épreuves) et en Asie (3 épreuves), lors desquels les joueurs doivent accumuler des points afin de se qualifier pour la grande finale à Bangkok.
L'événement compte un total de 207 participants, dont 128 ont atteint le tableau final. Le vainqueur remporte une prime de 25 000 €.
Le tournoi est remporté par Shaun Murphy qui a dominé Martin Gould 4 à 2 en finale, réalisant trois breaks de plus de 50 points. Murphy s'est notamment distingué en éliminant Mark Selby, le leader de l'ordre du mérite européen, en quarts de finale. Il n'a concédé que 7 manches en autant de matchs.

## Dotation
La répartition des prix est la suivante :
- Vainqueur : 25 000 €
- Finaliste : 12 000 €
- Demi-finaliste : 6 000 €
- Quart de finaliste : 4 000 €
- 8èmes de finale : 2 300 €
- 16èmes de finale : 1 200 €
- Deuxième tour : 700 €
- Dotation totale : 125 000 €

## Phases finales
|  | Quarts de finale au meilleur des 7 manches | Quarts de finale au meilleur des 7 manches | Quarts de finale au meilleur des 7 manches |              |              | Demi-finales au meilleur des 7 manches | Demi-finales au meilleur des 7 manches | Demi-finales au meilleur des 7 manches |  |  | Finale au meilleur des 7 manches | Finale au meilleur des 7 manches | Finale au meilleur des 7 manches |
|  |                                            |                                            |                                            |              |              |                                        |                                        |                                        |  |  |                                  |                                  |                                  |
|  |                                            | Mark Selby                                 | 2                                          |              |              |                                        |                                        |                                        |  |  |                                  |                                  |                                  |
|  |                                            | Shaun Murphy                               | 4                                          |              |              |                                        |                                        |                                        |  |  |                                  |                                  |                                  |
|  |                                            | Shaun Murphy                               | 4                                          |              | Shaun Murphy | 4                                      |                                        |                                        |  |  |                                  |                                  |                                  |
|  |                                            |                                            |                                            |              | Shaun Murphy | 4                                      |                                        |                                        |  |  |                                  |                                  |                                  |
|  |                                            |                                            | Michael White                              | 0            |              |                                        |                                        |                                        |  |  |                                  |                                  |                                  |
|  |                                            | Michael White                              | Michael White                              | 0            | 4            |                                        |                                        |                                        |  |  |                                  |                                  |                                  |
|  |                                            | Michael White                              |                                            |              | 4            |                                        |                                        |                                        |  |  |                                  |                                  |                                  |
|  |                                            | Luca Brecel                                | 2                                          |              |              |                                        |                                        |                                        |  |  |                                  |                                  |                                  |
|  |                                            |                                            |                                            |              |              |                                        |                                        |                                        |  |  |                                  | Shaun Murphy                     | 4                                |
|  |                                            |                                            |                                            | Martin Gould | 2            |                                        |                                        |                                        |  |  |                                  |                                  |                                  |
|  |                                            | Martin Gould                               | 4                                          |              |              |                                        |                                        |                                        |  |  |                                  |                                  |                                  |
|  |                                            | Mark Davis                                 | 2                                          |              |              |                                        |                                        |                                        |  |  |                                  |                                  |                                  |
|  |                                            | Mark Davis                                 | 2                                          |              | Martin Gould | 4                                      |                                        |                                        |  |  |                                  |                                  |                                  |
|  |                                            |                                            |                                            |              | Martin Gould | 4                                      |                                        |                                        |  |  |                                  |                                  |                                  |
|  |                                            |                                            | Peter Ebdon                                | 2            |              |                                        |                                        |                                        |  |  |                                  |                                  |                                  |
|  |                                            | Peter Ebdon                                | Peter Ebdon                                | 2            | 4            |                                        |                                        |                                        |  |  |                                  |                                  |                                  |
|  |                                            | Peter Ebdon                                |                                            |              | 4            |                                        |                                        |                                        |  |  |                                  |                                  |                                  |
|  |                                            | Michael Wasley                             | 1                                          |              |              |                                        |                                        |                                        |  |  |                                  |                                  |                                  |

## Finale
| Finale au meilleur des 7 manches Arbitre : Ingo Schmidt |                          |                         |
| Shaun Murphy Angleterre                                 | 4 - 2 ( - )              | Martin Gould Angleterre |
| 0 99                                                    | Centuries Meilleur break | 0 60                    |
| Shaun Murphy remporte l'Open de Bulgarie 2014           |                          |                         |